# تسلای فلسفه
تسلّای فلسفه (لاتین: De consolatione philosophiae) کتابی است که انیکیوس مانلیوس بوئیتیوس فیلسوف مسیحی سده ششم میلادی در زندان نوشته است. او به یکی از مهم‌ترین پست‌های آن زمان که «ریاست دفتر» تئودوریک بود، ارتقا یافت؛ امّا از آنجایی که با فساد اجرایی ناسازگاری داشت، به‌زودی با بسیاری از بخش‌های اجرایی امپراتوری مناقشه پیدا کرد. در نهایت بوئتیوس را به اتهام خیانت و جادوگری به زندان انداختند و در حدود سال ۵۲۶ میلادی اعدام کردند. بوئتیوس قبل از اعدام این فرصت را پیدا کرد که شاهکار خود «تسلّای فلسفه» را بنویسد.

## محتوا
بوئتیوس در رسالهٔ «تسلّای فلسفه»، فلسفه را به شکل بانویی زیبا و باوقار مجسم می‌کند که در زندان به دیدار او می‌آید و با او به گفت‌وگو می‌پردازد؛ گفت‌وگویی که در میان آشفتگی‌های دنیای آن روزگار و همین‌طور در عمق رنج‌های شخصی بوئتیوس، به او تسلّای خاطر می‌بخشد. بحث‌هایی که در این کتاب میان بوئتیوس و بانوی فلسفه صورت می‌گیرد، موضوعات مختلفی دارند؛ از بحث دربارهٔ سرنوشت و ارادهٔ آزاد گرفته تا گفت‌وگو دربارهٔ مشیت الهی. این مباحث در طی قرن‌های بعدی تأثیر عمیقی بر الهیات و فلسفه داشتند و پلی میان اندیشه‌های یونان باستان و الهیات مسیحی ایجاد کردند.
یکی از سؤالاتی که برای بوئتیوس پیش آمده و بانوی فلسفه به آن پاسخ می‌گوید این است که ما انسان‌ها چطور می‌توانیم صاحب اختیار و ارادهٔ آزاد باشیم، در حالی که خداوند همه چیز را از قبل می‌داند؟ بانوی فلسفه در پاسخ به این سؤال به بوئتیوس یادآور می‌شود که ما کنترل نگرش‌های خود را در دست داریم؛ بنابراین در تصمیماتمان و واکنش‌هایمان آزاد هستیم. خداوند نیز «زمان» را به‌گونه‌ای که ما انسان‌های فانی درک می‌کنیم، به صورت ناقص و تدریجی درک نمی‌کند. خدا همه چیز را «به یک‌باره» می‌بیند. پس نمی‌توانیم مفاهیمی مثل «قبل» و «بعد» را به او نسبت دهیم.
بانوی فلسفه به بوئتیوس یادآوری می‌کند که خداوند ارادهٔ آزاد ما را قضاوت می‌کند و انتخاب‌هایی را که ما انجام می‌دهیم، می‌بیند. پس باید عاقلانه انتخاب کنیم و ایمانمان را حفظ کنیم. بانوی فلسفه به بوئتیوس می‌گوید که نگران نباشد. در نهایت، خداوند و نیکی، پیروز خواهند شد. ما آزاد هستیم و این آزادی به ما توانایی کنترل آنچه را که در ذهنمان تجربه می‌کنیم، می‌دهد تا بتوانیم راهی برای تحمل رنج‌ها پیدا کنیم. او همچنین به بوئتیوس یادآوری می‌کند که او تنها نیست و در طول تاریخ، بسیاری از افراد به ناحق رنج کشیده‌اند.